# متحف تطوان الأثري

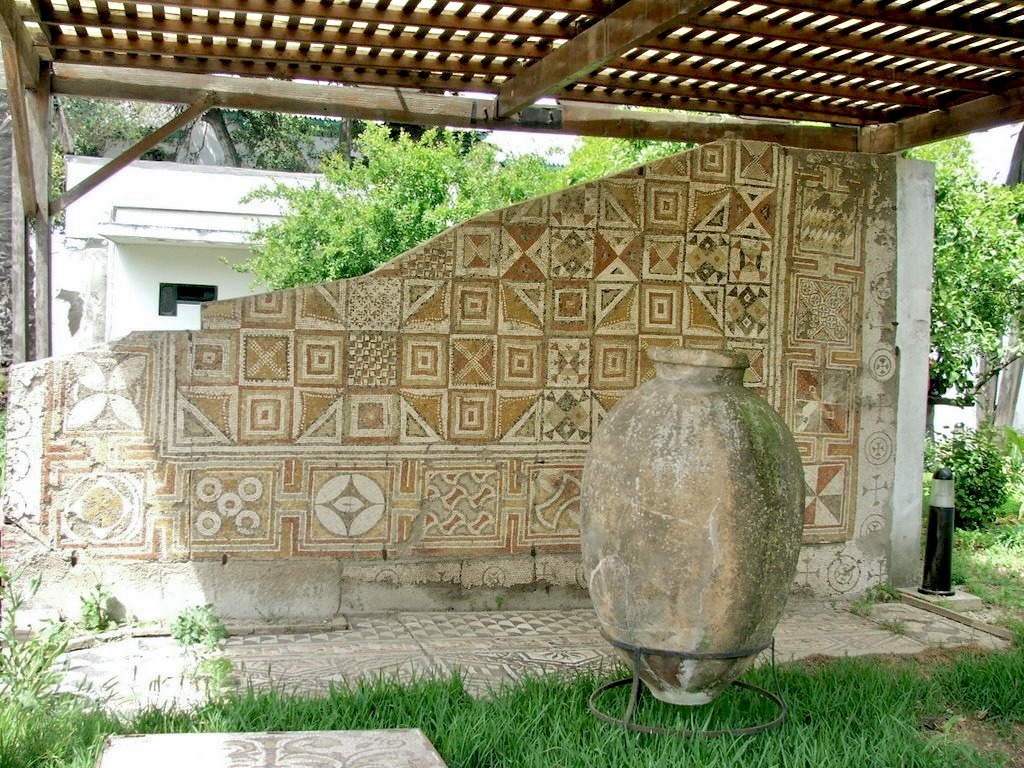
فسيفساء رومانية.

متحف تطوان الأثري متحف بمدينة تطوان في المغرب، يقع قرب ساحة الفدان أي عند نقطة لقاء مدينة تطوان العتيقة بالحي الإسباني الجديد. تم تأسيسه سنة 1939 في مبنى شيد أساسا من أجل هدا الغرض.
```
ويعد متحف تطوان الأثري أحد أهم معالم مدينة تطوان السياحية التي تقدم للزوار مجموعة من المعلومات التفصيلية القيمة حول تاريخ تطوان والتطورات الحضارية التي مرت بها حتى وقتنا هذا من خلال عرض مجموعة من القطع والمقتنيات الأثرية
[
3
]
،تعرض بهذا المتحف بقايا أركيولوجية مهمة تقرب من تاريخ شمال المغرب، اكتشفت معظمهاعن طريق حفريات منتظمة أجريت بشمال المغرب ابتداء من بداية القرن العشرين. يحتوي المتحف على بقايا أثرية غنية ومتنوعة، تتكون من مجموعات هامة من الخزف والأمفورات 
والفسيفساء
 والنقائش والنصب التذكارية وأجزاء هندسية ونحوثات من 
البرونز
 والمرمر وحلي ونقود عتيقة. كما يعرض أدوات حجرية وبقايا حيوانية وإنسانية تعود إلى فترة ما قبل 
التاريخ
 ، عثر عليها بمواقع محلية أو جهوية مثل مغارة الغار الكحل ومغارة 
كهف تحت الغار
 ووادي مارتيل وامزورة وتامودا وليكسوس وزليل وطنجيس والقصر الصغير.
```

يقع هذا المتحف في وسط تطوان ، وقد تم افتتاحه في 19 يوليو 1940 ويحتوي على مجموعة من القطع الأثرية بشكل رئيسي من الحفريات التي أجريت منذ أوائل القرن العشرين في مواقع رئيسية في شمال المغرب مثل المدينة الرومانية القديمة ليكسوس.

## المجموعات
تحتوي مجموعة المتحف على قطع أثرية من ثلاثة عصور مختلفة: عصور ما قبل التاريخ ، وأثرية وإسلامية من عدة مواقع ومعالم أثرية في شمال المغرب ولا سيما ليكسوس ، وكهف تحت لغار ، ومزورة ، وتمودا ، وقصر الصغير.
تتكون المجموعات من أشياء قديمة مختلفة مثل الأدوات الحجرية ، وأشياء العصر البرونزي ، والفؤوس ، والبقايا البشرية من عصور ما قبل التاريخ ، والمصابيح الطينية والبرونزية ، والسيراميك ، والأمفورات ، والفسيفساء ، والنقوش الليبية البربرية على الحجر ، والعملات القديمة والتماثيل البرونزية.
مسار الرحلة موضوعي ، ويؤكد على العرض الدائم للاكتشافات الأثرية في المنطقة.
تبدأ زيارتك للمتحف في الحديقة حيث يمكنك مشاهدة خمسة فسيفساء رائعة من القرن الثاني تم العثور عليها في ليكسوس ، ومجموعات من الأحجار الجنائزية وخزف الفترة الإسلامية الموجودة في مقبرة تطوان ، ومجموعة من الأمفورا الرومانية ، وأحجار الرحى الرومانية ، أعمدة من الرخام والحجر ومجموعة من الآثار البرتغالية الموجودة في موقع "القصر الصغير".